# Sunita Williams
Sunita Williams (nacida como Pandya, Euclid, 19 de septiembre de 1965) es una oficial naval retirada, astronauta estadounidense que tuvo el récord femenino de estancia más larga en el espacio en una única misión con 195 días, hasta el 11 de junio de 2015, cuando la astronauta italiana Samantha Cristoforetti la superó con una estancia de 200 días en la Estación Espacial Internacional.
Sunita Williams nació en Euclid (Ohio) y es hija de Deepak Pandya y Bonnie Pandya, quienes vivían en Falmouth (Massachusetts). Deepak Pandya es un reconocido neuroanatomista. Las raíces paternas de Williams provienen de Gujarat, en India, y las de su madre tienen origen en Eslovenia. Williams estudió en la escuela Needham High School de Needham, Massachusetts, graduándose en 1983. En 1987 se graduó como Licenciada en Ciencias Físicas en la Academia Naval de los Estados Unidos, y en 1995 realizó una Maestría en Ciencias con especialización en Ingeniería de Gestión en el Florida Institute of Technology.[cita requerida]

## Carrera militar
Es capitana de la Marina de Guerra. Durante su carrera militar ha pilotado y sido instructora en el manejo de helicópteros de combate, y cumplía servicio a bordo del portaaviones "Saipan" cuando en 1998 fue elegida para su instrucción como astronauta.

## Youtube Space Lab 2012
Sunita Williams fue entrevistada directamente desde la Estación Espacial internacional durante el evento "Youtube Space Lab" en el año 2012.[cita requerida]
En 2024, regresó a la ISS, por ocho días, en la Boeing Crew Flight Test, la primera misión tripulada del Boeing Starliner; su regreso a la Tierra se ha retrasado hasta febrero de 2025.
Por ello, desde agosto de 2024 hasta febrero de 2025, Williams y su compañero astronauta Butch Wilmore están trabajando para realizar diversos experimentos científicos y tareas de mantenimiento a bordo de la Estación Espacial Internacional.